# Cal Toldrà (Golmés)
Cal Toldrà és un monument del municipi de Golmés (Pla d'Urgell) inclòs en l'Inventari del Patrimoni Arquitectònic de Catalunya.

## Descripció
Edifici de tres plantes de pedra arrebossada amb les tres finestres i portes emmarcades en pedra.
A la planta baixa hi ha dues portes d'accés amb arcs adovellats. A la planta noble hi han tres portes balconeres de llinda, remarcades de pedra i a l'última planta són dues les portes balconeres, laterals. Al mig, entre les dues portes mencionades, hi han dues finestres partides per una columna de pedra, amb arcs d'inspiració romànica.
La cornisa sobresurt amb ràfec.

## Història
L'edifici havia servit antigament com a cafè, teatre, Ajuntament... Ara està completament reformat, aprofitant la pedra del vell edifici. L'autor de la reconstrucció de la casa fou el mateix propietari, Miquel Toldrà, que hi treballà en el seu temps de lleure, encarregant-se del treball de la fusta, la pedra i el ferro en els tallers de la vila. L'obra es va acabar a finals de la dècada del 1970. El seu llegat com a pintor aficionat de quadres al oli, en diferents motius, es troba al interior del immoble.
Els Toldrà procedeixen d'Osca, i la data més primerenca en què foren coneguts a Golmés és l'any 1856.